# Villemurlin
Villemurlin ist eine französische Gemeinde mit 537 Einwohnern (Stand: 1. Januar 2022) im Département Loiret in der Region Centre-Val de Loire. Die Gemeinde gehört zum Arrondissement Orléans und ist Teil des Kantons Sully-sur-Loire. Die Einwohner werden Villemurlinois genannt.

## Geographie
Villemurlin liegt etwa 40 Kilometer südöstlich von Orléans in der Sologne. Umgeben wird Villemurlin von den Nachbargemeinden Viglain im Norden und Nordwesten, Sully-sur-Loire im Norden, Saint-Aignan-le-Jaillard im Nordosten, Saint-Florent im Osten, Cerdon im Süden sowie Isdes im Westen und Südwesten.

## Bevölkerungsentwicklung
| 1962                       | 1968 | 1975 | 1982 | 1990 | 1999 | 2006 | 2018 |
| -------------------------- | ---- | ---- | ---- | ---- | ---- | ---- | ---- |
| 547                        | 532  | 510  | 460  | 473  | 537  | 537  | 581  |
| Quellen: Cassini und INSEE |      |      |      |      |      |      |      |

## Sehenswürdigkeiten

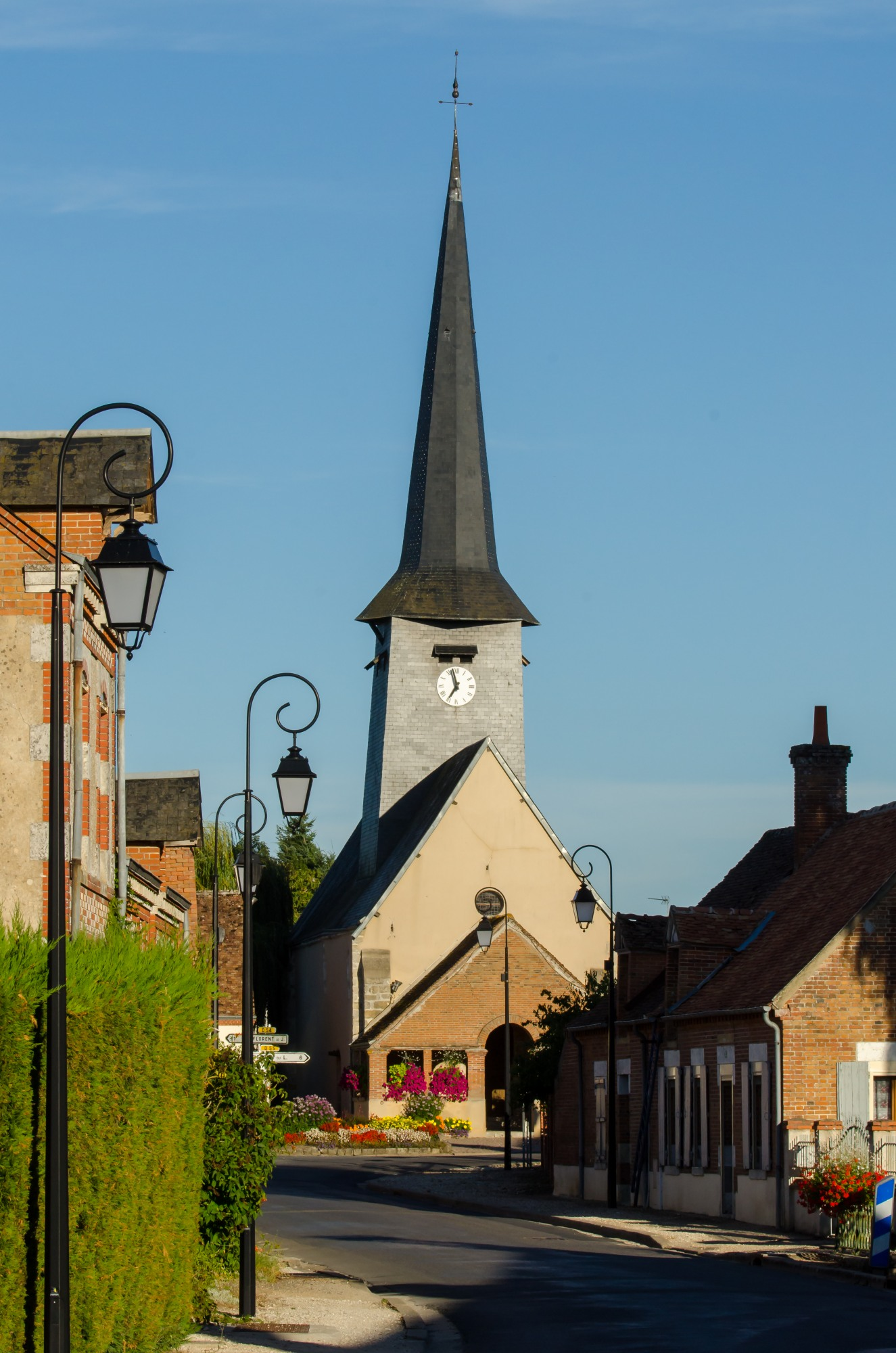
Kirche Saint-Pierre

- Kirche Saint-Pierre